# Carlo Gaddi
Pour les articles homonymes, voir Gaddi.
Carlo Gaddi, né le 27 mai 1940 à Montefiascone et mort le 7 novembre 1977 à Rome, est un acteur italien de cinéma.

## Biographie
Carlo Gaddi naît en 1940 à Montefiascone, dans la province de Viterbe. Il est un sediario (it) au Vatican, un des porteurs de la chaise pontificale. Il a aussi fait partie du cortège ayant porté le corps de Jean XXIII à la place Saint-Pierre[réf. nécessaire]. En dehors de son travail, il s'est essayé au métier d'acteur.
Il débute en 1967 dans Pécos tire ou meurt de Maurizio Lucidi. Son visage aux formes robustes et son physique ont fait de lui un acteur très convoité pour les films western de l'époque. Dans la décennie qui suit, il participe dans plus d'une trentaine de films, dont Deux Grandes Gueules et Le Conformiste, deux des plus importants. Il apparaît pour la dernière fois dans Échec au gang en 1977, mais le film sortira après sa mort.
Il est mort d'un arrêt cardiaque en 1977, mort soulignée par le réalisateur Umberto Lenzi, qui s'est souvenu de son rôle dans Opération Casseurs. Il était marié et avait trois enfants, dont une fille Sabina qui a été actrice. Il est enterré au Cimetière Flaminio.

## Filmographie
- 1967 : Pécos tire ou meurt (Pecos è qui: prega e muori!), de Maurizio Lucidi
- 1967 : Le Jour de la haine (Per 100.000 dollari t'ammazzo), de Giovanni Fago
- 1968 : I nipoti di Zorro, de Marcello Ciorciolini
- 1968 : Requiem pour Gringo (Requiem per un gringo / Réquiem para el gringo), de José Luis Merino
- 1968 : Los machos (Uno di più all'inferno), de Giovanni Fago
- 1968 : Pas de pitié pour les salopards (Al di là della legge), de Giorgio Stegani
- 1968 : Prie et creuse ta tombe (Prega Dio... e scavati la fossa!), d'Edward G. Muller
- 1969 : Trente-Six Heures en enfer (36 ore all'inferno), de Roberto Bianchi Montero
- 1969 : Django le Bâtard (Django il bastardo), de Sergio Garrone
- 1970 : Django arrive, préparez vos cercueils (C'è Sartana... vendi la pistola e comprati la bara!), de Giuliano Carnimeo
- 1970 : Le Conformiste, de Bernardo Bertolucci
- 1970 : Ici Londres… la colombe ne doit pas voler (La colomba non deve volare), de Sergio Garrone
- 1971 : Travestere, de Fausto Tozzi
- 1971 : Poker d'as pour un gringo (Hai sbagliato... dovevi uccidermi subito!), de Mario Bianchi
- 1972 : La Filière (Afyon - Oppi), de Ferdinando Baldi
- 1972 : Une bonne planque (Bianco, rosso e...), d'Alberto Lattuada
- 1972 : Je signe avec du plomb... Garringo (Una bala marcada), de Juan Bosch Palau
- 1972 : On l'appelle Spirito Santo (Uomo avvisato mezzo ammazzato... parola di Spirito Santo), de Giuliano Carnimeo : Fiesta
- 1972 : Mon cheval, mon colt, ta veuve (Tu fosa será la exacta... amigo), de Juan Bosch Palau
- 1972 : Le Nouveau Boss de la mafia (I familiari delle vittime non saranno avvertiti), d'Alberto De Martino
- 1973 : Le Conseiller (Il consigliori), d'Alberto de Martino
- 1973 : 24 ore... non un minuto di più (it) de Franco Bottari
- 1973 : La padrina, de Giuseppe Vari
- 1973 : Un homme appelé Karaté (Sette ore di violenza per una soluzione imprevista), de Michele Massimo Tarantini
- 1974 : Deux Grandes Gueules (Il Bestione), de Sergio Corbucci
- 1974 : Le Baiser d'une morte (Il bacio di una morta), de Carlo Infascelli
- 1975 : L'Accusé (La polizia accusa: il Servizio Segreto uccide), de Sergio Martino
- 1975 : Le Parfum du diable (La città gioca d'azzardo), de Sergio Martino
- 1975 : Bianchi cavalli d'agosto, de Raimondo Del Balzo
- 1976 : Opération Casseurs (Napoli violenta), d'Umberto Lenzi
- 1976 : Brigade spéciale (Roma a mano armata), d'Umberto Lenzi
- 1978 : Échec au gang (La banda del gobbo), d'Umberto Lenzi

### Télévision
- 1975 : Jo Gaillard